# Jeff Beck
Geoffrey Arnold ("Jeff")  Beck (Wallington, London, 24. lipnja 1944. – Istočni Sussex, 10. siječnja 2023.) bio je britanski glazbenik, skladatelj i rock gitarist. Jedan je od trojice velikih gitarista, uz Erica Claptona i Jimmyja Pagea, koji su svirali u sastavu The Yardbirds.
Beck nikada nije dosegao komercijalni uspjeh kao gitarist sastava Yardbirds, međutim sastav mu otvara put za Rock and Roll Hall of Fame iz 1992. Mnoge skladbe iz njegove produkcije su instrumentalne, a od žanra najviše primjenjuje blues, rock, heavy metal i jazz, kao i u zadnje vrijeme spajanje rock-gitare i elektroničke glazbe. Zbog njegove raznovrsnosti Becka je bilo teško slijediti i s njim surađivati. Pored svega toga Beck je dobio vrlo pozitivne kritike na svoj rad kao gitarista. Pobjednik je Grammy Awards nagrade u kategoriji za najbolju rock instrumentalnu izvedbu. Kada nije na sceni Beck je veliki kolekcionar Hot roda (tipični američki automobili prerađeni za brzu vožnju) i navodno ima najljepšu kolekciju u Britaniji. Hot rod bio mu je tema na mnogim njegovim albumima.

## Životopis
Zauzevši mjesto među najboljim gitaristima, Jeff Beck dao je golemi doprinos žanrovskom profiliranju bluesa, rocka, psihodelije, hard rocka i hevy metala, iako nije uvijek bio nadahnut kao autor. Krijeru započinje u šezdesetima u sastavu "The Yardbirds", gdje je zamijenio Erica Claptona i presudno odredio zvuk sastava u skladbama poput hitova "Heart Full Of Soul", "Evil Hearted You" i "Shapes Of Things". Nakon odlaska iz "Yardbirdsa", Beck osniva sastav "Jeff Beck Group" u kojoj su se našli Rod Stewart kao vokal, Ron Wood na bas-gitari, Ansley Dunbard na bubnjevima i na klavijaturama Nicky Hopkins. Ovaj svojevrsni super sastav objavio je dva albuma Truth (1968.) i Beck-Ola (1969.), kombinirajući autorski materijal, tradicionalni rock i blues standarde koji su bili najava buduće fuzije bluesa i hard rocka sastava Led Zeppelina.

### 1970-e
Nakon što su 1970. Rod Stewart i Ron Wood otišli i osnovali novi sastav "Faces", Beck je kanio osnovati novu grupu u kojoj bi se našli bubnjar Tom Bogert i basista Carmine Appice, bivši članovi sastava  "Vanila Fudge". Teška prometna nesreća i iznuđena jednogodišnja pauza pomele su mu planove, a Bogerta i Appicea odvele u sastav "Cactus", pa 1971. osniva novi sastav koji se isto zove "Jeff Beck Group" i s njim snima dva albuma Rough and Ready i Jeff Beck Group. Nakon raspada Cactusa, kratkotrajno se sastaje s Bogertom i Appiceom u svojevrsni heavy metal super-sastav, a 1975. snima Blow by Blow. Album kojem je producent bio George Martin, Beckov je ulaz jazz-rockerske vode. Wired je nastavak suradnje s Martinom i nova suradnja s bivšim klavijaturistom "Mahavishnu Orchestra", Janom Hammerom, a dao je neke od najboljih Beckovih izvedaba.

### 1980-e
U osamdesetima Beck objavljuje There and Back, uz nastavak suradnje s Hammerom i pop-rock album Flash u produkciji Nilea Rodgersa i uz gostovanje pjevača poput Roda Stewarta. Skladba "Escape" iz 1985. nagrađena je Grammyjem kao najbolji rock instrumental. Grammyija u istoj kategorij 1989. donosi mu album Jeff Beck's Guitar Shop. U devedesetima je svoj javno reklamiram umirovljenički status prekinuo objavivši albume Crazy Legs posvećen Geneu Vincentu i Who Else! iz 1999. Who Else! bio je album s prvim svježim autorskim materijalom nakon punih deset godina, a u nekoliko skladbi Beck je ponudio maštovitu kombinaciju techna i gitarskih blues sola. Album Jeff iz 2003. konačno je donio uspjela i potpuna srastanja Beckove gitare i elektroničke glazbe. Odrađen je uz suradnju s različitim glazbenicima i "The London Session Orchestrom". Materijal na albumu sastoji se od teksaškog bluesa, orkestralnih dijelova, funka i orijentalne glazbe.

## Privatni život
Beck je živio u povijesnoj zgradi pod imenom Riverhall, koja se nalazi u Wadhurstu u Istočnom Sussexu. Godine 2005. oženio se Sandrom Cash. Godine 1969. postao je vegetarijanac, a bio je i pokrovitelj zaklade Folly Wildlife Rescue Trust.
Beck je preminuo 10. siječnja 2023. u 79. godini života. Kao uzrok smrti naveden je bakterijski meningitis.

## Diskografija
Jeff Beck sastavi:
- Truth – 1968. #15 SAD
- Beck-Ola – 1969. #15 SAD
- Rough and Ready – 1971. #46 SAD
- Jeff Beck Group - 1972. #19 SAD

Trio Beck, Bogert & Appice
- Beck, Bogert & Appice - 1973.
- Beck, Bogert & Appice Live in Japan - 1974.

Samostalni:
- Love Is Blue / I've Been Drinking - 1967. singlovi
- Tallyman / Rock My Plimsoul - 1967. singlovi
- Hi Ho Silver Lining / Beck's Bolero - 1967. singlovi
- Blow by Blow – 1975. #4 SAD
- Wired – 1976. #16 SAD
- Jeff Beck With the Jan Hammer Group Live – 1977. #23 SAD
- There and Back – 1980. #21 SAD
- Flash – 1985. #42 SAD (Pobjeda 1986. Grammy Award za najbolju instrumentalnu rock izvedbu)
- Jeff Beck's Guitar Shop – 1989. #49 SAD (Pobjeda 1990. Grammy Award za najbolju instrumentalnu rock izvedbu)
- Jeff Beck & Jed Leiber - Frankie's House - 1992 (glazba iz filma)
- Who Else! – 1999. #99 SAD
- You Had It Coming – 2001. #110 SAD
- Jeff – 2003.
- Live At BB King Blues Club - 2006.
- Official Bootleg USA'06

Zajedno s "Big Town Playboys":
- Crazy Legs - 1993.

Kompilacije:
- Beckology - 1991.
- Best of Beck - 1995.

### Sudjelovanje
Pavaroti's "Ti Adoro" prva gitara i solo u skladbi "Caruso"
- John McLaughlin's The Promise, u skladbi "Django".
- Na albumu Heart & Soul od Joea Cockera na skladbi  "Who Have Nothing playing" gdje svira prvu gitaru.
- Brian May's "The Guv'nor" s albuma Another World
- Stevie Wonder Talking Book
- Imogen Heap's Speak for Yourself
- Roger Waters' Amused to Death
- Mood Swings' skladba Skinthieves
- Tina Turner Private Dancer
- Jon Bon Jovi solo album Blaze of Glory
- Paul Rodgers skladba "Good Morning Little School Girl"
- Stanley Clarke 1975. album Journey to Love.
- Stanley Clarke 1978. album Modern Man.
- John's Children singl "Just What You Want - Just What You'll Get" b/w "But She's Mine".
- Donovan "Goo Goo Barabajagal (Love Is Hot)"
- Malcolm McLaren album Waltz Darling, izašao 1989., u skladbi "House Of The Blue Danube" i "Call A Wave".
- Tony Hymas Oyaté, u skladbi "Crazy Horse" (od Johna Trudella) i "Tashunka Witko" 1990.
- Mick Jagger "She's the Boss"
- The Honeydrippers: Volume One
- Kate Bush 1993. album The Red Shoes
- Pojavljuje se u filmu Twins zajedno s Danny DeVitom i Arnoldom Schwarzeneggerom
- Glazba za film Sgt Pepper's Lonely Hearts Club Band.
- Ursus Minor Zugzwang iz 2005.
- Cyndi Lauper skladba "Above The Clouds" iz 2005. album The Body Acoustic
- svira solo gitaru u Pavarottievom "Caruso"
- Rod Stewart na album "Camouflage" svira na tri skladbe
- Toots and the Maytals 2004. album "True Love" na skladbi "54-46."
- American Idol od 24.travnja 2007.
- Murray Head "Voices" (1981.)

## Vanjske poveznice
- Epicovo izdanje od Jeffa Becka
- Službene stranice Jeffa Becka  Arhivirana inačica izvorne stranice od 12. travnja 2010. (Wayback Machine)
- Jeff Beck u internetskoj bazi filmova IMDb-u (engl.)